# DHKP-C
O Partido da Frente Libertação Popular Revolucionária (em turco: Devrimci Halk Kurtuluş Partisi-Cephesi ou DHKP-C) é um grupo marxista banido da Turquia.